# Динамо-Шинник
«Динамо-Шинник» — хоккейный клуб из Бобруйска, играющий в Молодёжной хоккейной лиге. Является фарм-клубом минского «Динамо». Домашние матчи проводит на «Бобруйск-Арене».

## История
В 2010 году в структуре ХК «Динамо-Минск» появилась команда МХЛ «Минские зубры» и совместная с ХК «Шинник-Бобруйск» команда «Динамо-Шинник» — для выступления в высшей лиге чемпионата Белоруссии. Однако, начиная с сезона 2011/2012, команда «Динамо-Шинник», ставшая чемпионом Высшей лиги, переехала в Бобруйск и стала выступать в МХЛ.
Молодежная команда «Динамо-Шинник» создана в 2010 году в качестве «фарм-клуба» «Динамо» и «Шинника» для выступления в высшей лиге чемпионата Белоруссии. «Динамо-Шинник» стала третьей командой минского «Динамо» после представителя КХЛ и «Минских зубров», вступивших в МХЛ. Команда Владимира Заблоцкого базировалась в Минске и проводила матчи на Малой арене Дворца спорта. В финале плей-офф высшей лиги против «Юниора», третьей команды минской «Юности» — чемпиона Белоруссии, «Динамо-Шинник» выиграл серию 3-1.
В сезоне 2011/12 решением руководства ХК «Динамо-Минск» в МХЛ выступило именно «Динамо-Шинник». В соответствии с трехлетним соглашением с ХК «Шинник-Бобруйск», с этого сезона команда МХЛ стала базироваться и проводить матчи в Бобруйске. Местный «Шинник» снялся с чемпионата экстралиги, поэтому у города осталась одна команда. Команда «Динамо-Шинник» в качестве правопреемницы «Минских зубров» представляла Белоруссию на Кубке мира среди молодежных клубных команд в Омске. В регулярном чемпионате МХЛ команда заняла 5-е место в дивизионе «Северо-Запад» и остановилась в шаге от плей-офф. После чего «Динамо-Шинник» выиграло турнир плей-аут, заняв в МХЛ итоговое 17-место. «Динамо-Шинник» стала самой посещаемой командой всего чемпионата со средним показателем 3200 зрителей за игру. Рекорд регулярного чемпионата был поставлен в матче с «Татранскими Волками» — 4180 зрителей.
Перед сезоном 2012/13 был создан филиал ХК «Динамо-Минск», и хоккеистам молодежной команды стало проще попадать в состав команды КХЛ. На августовском Кубке мира команда Александра Белявского, сменившего Владимира Заблоцкоого, вышла в полуфинал. В регулярном чемпионате «зубры» финишировали на шестой позиции в Западной конференции. В первом раунде команда проиграла «СКА-1946». В решающих матчах сезона на домашние матчи «зубров» приходили от 4 до 6 тысяч зрителей. МХЛ вручила «Динамо-Шиннику» приз как самой посещаемой команде лиги.
Перед сезоном 2013/14 команда во второй раз подряд вышла в полуфинал Кубка мира среди молодежных клубных команд в Омске. В плей-офф «Динамо-Шинник» вышло с 14 места. В первом раунде «Зубры» уступили будущему финалисту — «Красной армии».
Перед сезоном 2014/15 на смену Белявскому пришёл Павел Перепехин, который также являлся главным тренером молодежной сборной Белоруссии. На молодёжном Кубке мира команда в третий раз подряд финишировала на 4-м месте. В чемпионате МХЛ заняла 12-е место в Западной конференции и в плей-офф уступила ХК МВД (0-3).
В сезоне-2015/16 Белоруссию в МХЛ представляла команда «Динамо-Раубичи».
В сезон 2022/23 «Динамо-Шинник» вернулось в МХЛ. Главным тренером стал Андрей Михалёв, в штаб вошли Павел Микульчик, Сергей Шабанов, Александр Микульчик и Павел Змитрович.

## Результаты
| Сезон     | Регулярный чемпионат                 | Плей-офф                |
| --------- | ------------------------------------ | ----------------------- |
| 2011-12   | 5-е место в дивизионе «Северо-Запад» | участие не принимали    |
| 2012-13   | 6-е место в конференции «Запад»      | поражение в 1/8 финала  |
| 2013-14   | 7-е место дивизионе «Северо-Запад»   | поражение в 1/16 финала |
| 2014-15   | 6-е место дивизионе «Северо-Запад»   | поражение в 1/16 финала |
| 2015/2016 | 12-е место (Белорусская экстралига)  | участие не принимали    |